# Leplaea
Leplaea is een geslacht uit de familie Meliaceae. De soorten komen voor van tropisch West-Afrika tot in Oeganda.

## Soorten
- Leplaea adenopunctata E.J.M.Koenen & J.J.de Wilde
- Leplaea cauliflora E.J.M.Koenen & J.J.de Wilde
- Leplaea cedrata (A.Chev.) E.J.M.Koenen & J.J.de Wilde
- Leplaea laurentii (De Wild.) E.J.M.Koenen & J.J.de Wilde
- Leplaea mangenotiana (Aké Assi & Lorougnon) E.J.M.Koenen & J.J.de Wilde
- Leplaea mayombensis (Pellegr.) Staner
- Leplaea thompsonii (Sprague & Hutch.) E.J.M.Koenen & J.J.de Wilde

... · 
Aglaia · 
Azadirachta · 
Carapa · 
Khaya · 
Lansium · 
Melia · 
Sandoricum · 
Trichilia · 
Xylocarpus · 
...